# 明日香村立明日香小学校
明日香村立明日香小学校（あすかそんりつ あすかしょうがっこう）は、奈良県高市郡明日香村大字橘にある公立小学校。

## 沿革
- 1981年
  - 4月6日 - 明日香村立飛鳥小学校・明日香村立高市小学校・明日香村立阪合小学校を統合し、現在地に開校
  - 5月16日 - 本館・体育館が竣工。校歌を発表（この日を創立記念日とする）
- 1982年12月18日 - 第24回県学校環境緑化コンクールに於いて努力賞を受賞
- 1984年
  - 11月2日 - 第31回県小学校音楽発表会の郡代表で出場し、優秀賞を受賞
  - 11月19日 - 第21回花いっぱいコンクールにおいて、優良賞を受賞
- 1986年
  - 2月23日 - 奈良県健康教育優良学校審査において優秀校に選ばれる。
  - 4月 - 校訓『誠・力・愛』を定める。
  - 11月18日 - 学校健康統計調査、優秀賞を受賞
- 1987年
  - 2月28日 - 昭和61年奈良県健康教育優秀学校の審査により（中規模校）最優秀校に選ばれる。
  - 11月3日 - 昭和62年度奈良県健康教育優良.学校の全国（中央）審査（中規模校）奈良県代表として選ばれる。
- 1988年2月7日 - 昭和62年度奈良県健康教育優良学校審査により最優秀校に選ばれる。
- 1990年3月19日 - ランチルームが落成。
- 1998年度 - 全国小学校理科研究会奈良大会研究校に決まる
- 2000年2月25日 - コンピュータ機器導入・開所式
- 2009年度 - 文部科学省より教育課程特例校に指定される
- 2010年
  - 4月 - ICT機器導入
  - 7月9日 - 駐日各国大使学校訪問
- 2013年9月10日 - シンガポール国立教育研究所視察
- 2014年7月11日 - ニューヨーク州教育団教育視察

## 学校教育目標
確かな学力と人間性豊かでたくましい心身を育み、自らの生き方を切り開く人間力を培う

## 通学区域
明日香村全域
卒業生は基本的に明日香村立聖徳中学校へ進学する。

## 周辺
- 明日香村立聖徳中学校
- 奈良県立明日香養護学校
- 亀石
- 奈良県道155号多武峯見瀬線

## アクセス
- 近鉄吉野線 岡寺駅から南へ1.6km
- かめバス 明日香村役場バス停にて下車

## 著名な出身者
- 福元悠真（プロ野球選手）